# Сідори (гміна Єленево)
Сідори (пол. Sidory) — село в Польщі, у гміні Єленево Сувальського повіту Підляського воєводства.
Населення — 77 осіб (2011).
У 1975-1998 роках село належало до Сувальського воєводства.

## Демографія
Демографічна структура станом на 31 березня 2011 року:
|          | Загалом | Допрацездатний вік | Працездатний вік | Постпрацездатний вік |
| -------- | ------- | ------------------ | ---------------- | -------------------- |
| Чоловіки | 41      | 9                  | 26               | 6                    |
| Жінки    | 36      | 6                  | 23               | 7                    |
| Разом    | 77      | 15                 | 49               | 13                   |